# 대전시 서구
대전시 서구는 대한민국의 옛 국회의원 선거구이다. 당시 충청남도 대전시 서구의 일부 지역을 관할했다.

## 역사
1988년 1월 1일을 기해 대전시 중구의 일부 지역이 분리되어 서구로 독립했다. 또한  대한민국 제13대 국회의원 선거에서 선거구 제도가 중선거구제에서 소선거구제로 회귀함에 따라 대전시 중구 선거구에서 분리되면서 신설되었다.
1989년 1월 1일을 기해 충청남도 대전시가 대전직할시로 승격되었다. 또한 같은 날 서구 봉명동·구암동·덕명동·원신흥동·상대동·복용동·장대동·갑동·노은동·지족동·죽동·궁동·어은동·구성동·문지동·전민동·원촌동·신성동·가정동·도룡동·장동·방현동·화암동·덕진동·하기동·원내동·교촌동·대정동·용계동·학하동·계산동·관저동 일부가 신설되는 유성구로 편입되었다. 이에 제14대 국회의원 선거를 앞두고 관할 구역이 신설되는 서구·유성구 선거구를 형성하게 되면서 폐지되었다.

## 역대 국회의원
| 선거   | 정당 | 정당         | 의원   |
| ------ | ---- | ------------ | ------ |
| 1988년 |      | 신민주공화당 | 박충순 |

## 역대 선거 결과

### 대한민국 제13대 국회의원 선거
|  | 36.64% |

|  | 29.81% |

|  | 23.52% |

|  | 8.59% |

|  | 1.40% |